# Miroslav Klůc
Miroslav Klůc (* 1. Dezember 1922 in Nesuchyně, Tschechoslowakei; † 4. Dezember 2012 in Tschechien) war ein tschechoslowakischer Eishockeyspieler und -trainer.

## Karriere
Miroslav Klůc begann seine Karriere als Eishockeyspieler in seinem Heimatdorf Nesuchyně im Okres Rakovník. 1948 wechselte er zum ZJS Sokol Hutě Chomutov, der zu diesem Zeitpunkt der zweiten Spielklasse angehörte. Miroslav Klůc entwickelte sich schnell zu einem echten Führungsspieler, der (zusammen mit seinem Team) regelmäßig über 100 Tore pro Saison erzielte. Aufgrund seiner physischen Größe, kräftiger Hände und Arme sowie guter Schusstechnik war er ein begnadeter Angreifer.
Während der Spielzeit 1949/50 erzielte er insgesamt 226 Tore. 1951 schaffte er mit Chomutov den Aufstieg in die  1. Liga, der höchsten tschechoslowakischen Spielklasse. In dieser wurde er in den folgenden Jahren insgesamt vier Mal bester Torjäger (1952, 1953, 156 und 1957). Ab 1954 führte er seine Mannschaft zudem als Spielertrainer aufs Eis. 1958 verließ Klůc seinen Heimatverein, da man ihm nicht mehr erlauben wollte, gleichzeitig als Spieler und Trainer zu agieren. Als er Chomutov verließ, hatte er in 473 Partien für seinen Heimatverein insgesamt 1194 Tore erzielt. Miroslav Klůc gilt heute als der wohl bedeutendste Spieler der Klubgeschichte der heutigen Piráti Chomutov.
Klůc wechselte 1958, im Alter von 36 Jahren, zum CHZ Litvínov, für den er weiter als Spielertrainer aktiv war, mit dem er am Ende der Saison 1958/59 den Aufstieg in die 1. Liga erreichte. Klůc spielte drei weitere Jahre für Litvínov, ehe er seine aktive Karriere im Alter von 40 Jahren beendete. Für Litvínov erzielte er in 105 1. Liga-Partien insgesamt 73 Tore und 17 Assists. Insgesamt erzielte er in der 1. Liga 222 Tore in 220 Partien.
Nach seinem Karriereende wurde Klůc 1963 Cheftrainer beim VTZ Chomutov, ehe er die Tschechoslowakei verließ und zwischen 1964 und 1967 den Lausanne HC als Cheftrainer betreute. In den Spielzeiten 1968/69 und 1969/70 war er Trainer beim CHZ Litvínov.
Zwischen 1970 und 1975 war er parallel Cheftrainer bei Olimpija Ljubljana und der jugoslawischen Nationalmannschaft. Mit Olimpija gewann er drei jugoslawische Meistertitel.
Am 15. Dezember 2011 wurde Klůc in die Tschechische Eishockey-Ruhmeshalle (tschechisch Síň slávy českého hokeje) aufgenommen.

### International
Für die Tschechoslowakei nahm Kašťák im Seniorenbereich an den Olympischen Winterspielen 1956 sowie bei der Weltmeisterschaft 1953 teil. In insgesamt 14 Länderspielen gelangen ihm 8 Tore.

## Erfolge und Auszeichnungen
- 1951 Aufstieg in die 1. Liga mit dem ZJS Sokol Hutě Chomutov
- 1951/52 Bester Torjäger der 1. Liga (23 Tore)
- 1952/53 Bester Torjäger der 1. Liga (33 Tore)
- 1954/55 Bester Torjäger der 1. Liga (25 Tore)
- 1955/56 Bester Torjäger der 1. Liga (26 Tore)
- 1959 Aufstieg in die 1. Liga mit dem CHZ Litvínov (als Spielertrainer)
- 1972 Jugoslawischer Meister mit Olimpija Ljubljana (als Cheftrainer)
- 1974 Jugoslawischer Meister  mit Olimpija Ljubljana (als Cheftrainer)
- 1975 Jugoslawischer Meister  mit Olimpija Ljubljana (als Cheftrainer)
- 2011 Aufnahme in die Tschechische Eishockey-Ruhmeshalle